# Вольфвиль
Вольфвиль (нем. Wolfwil) — коммуна в Швейцарии, в кантоне Золотурн. 
Входит в состав округа Гой. Население составляет 2021 человек (на 31 декабря 2007 года). Официальный код — 2408.

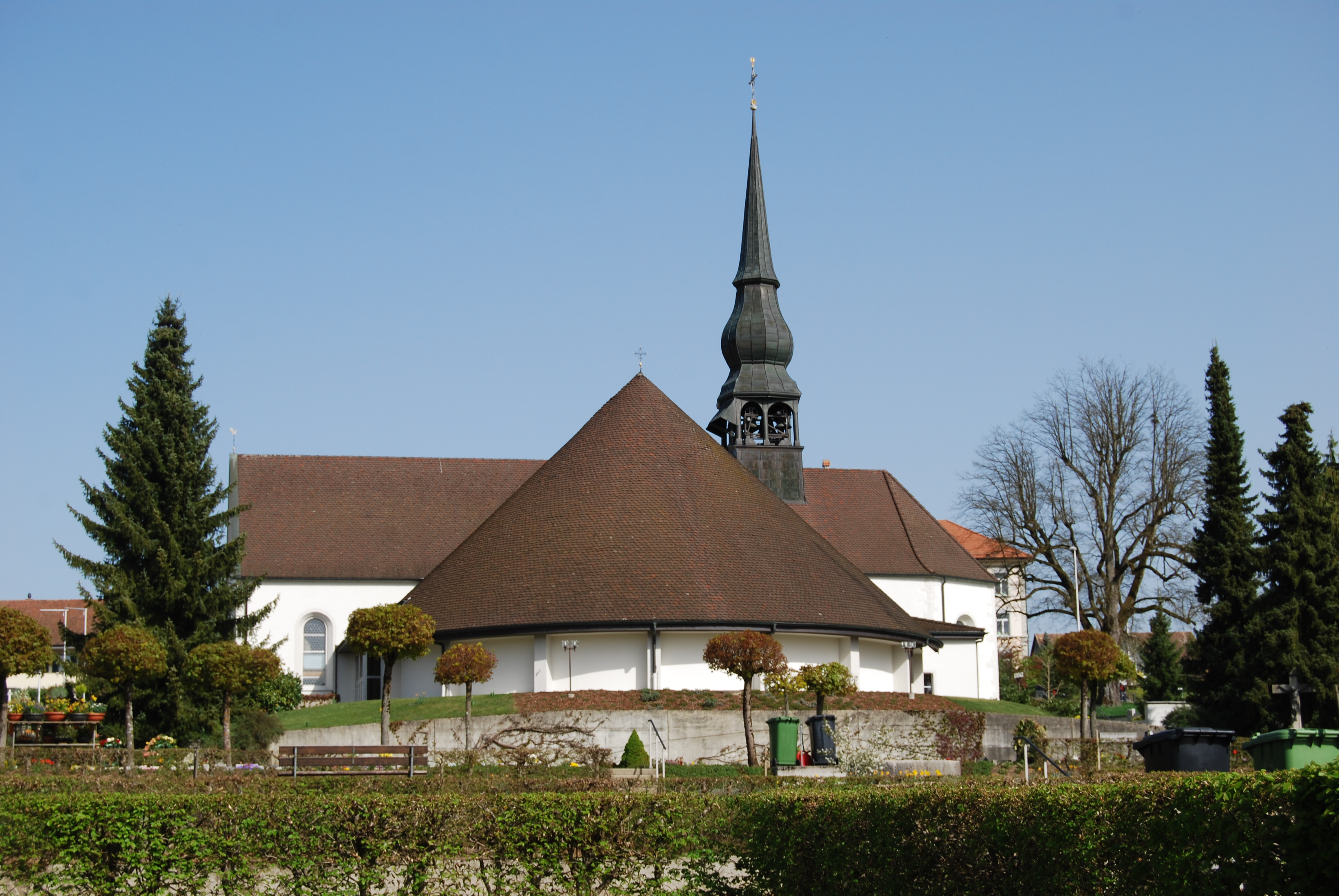
Вольфвиль